# Foglia aldina
La foglia aldina è un simbolo tipografico (o glifo), usato nelle composizioni testuali quale segno interpuntivo o ornamentale, e reso graficamente come fiore o foglia stilizzata.
Tra i più antichi metodi ornamentali, nei testi greci e latini si ricorreva alla foglia aldina per dividere i paragrafi, con una funzione analoga a quella del piede di mosca. Può servire anche a riempire gli spazi risultanti dall'indentazione della prima riga di un nuovo paragrafo, a dividere fra loro le liste, oppure quale semplice ornamento.
Sono stati definiti da Robert Bringhurst dei «dingbat orticolturali».

## Nomi in altre lingue
In francese e inglese questo segno è chiamato fleuron (/flø.ʁɔ̃/, lett. 'fiorone'; dal fr. antico floron 'fiore'); in inglese è noto pure come hedera leaf ('foglia di edera'), aldus leaf ('foglia di Aldo': dal nome del tipografo del XV secolo Aldo Manuzio) o printers' flower ('fiore dei tipografi').

## Informatica
L'insieme dei simboli Unicode prevede alcune foglie aldine.
| Blocco Unicode        | Simbolo | Codice Unicode | Codice HTML |
| --------------------- | ------- | -------------- | ----------- |
| Dingbats              | ❀       | U+2740         | &#10048;    |
| Dingbats              | ❁       | U+2741         | &#10049;    |
| Dingbats              | ❦       | U+2766         | &#10086;    |
| Dingbats              | ❧       | U+2767         | &#10087;    |
| Miscellaneous Symbols | ☙       | U+2619         | &#9753;     |

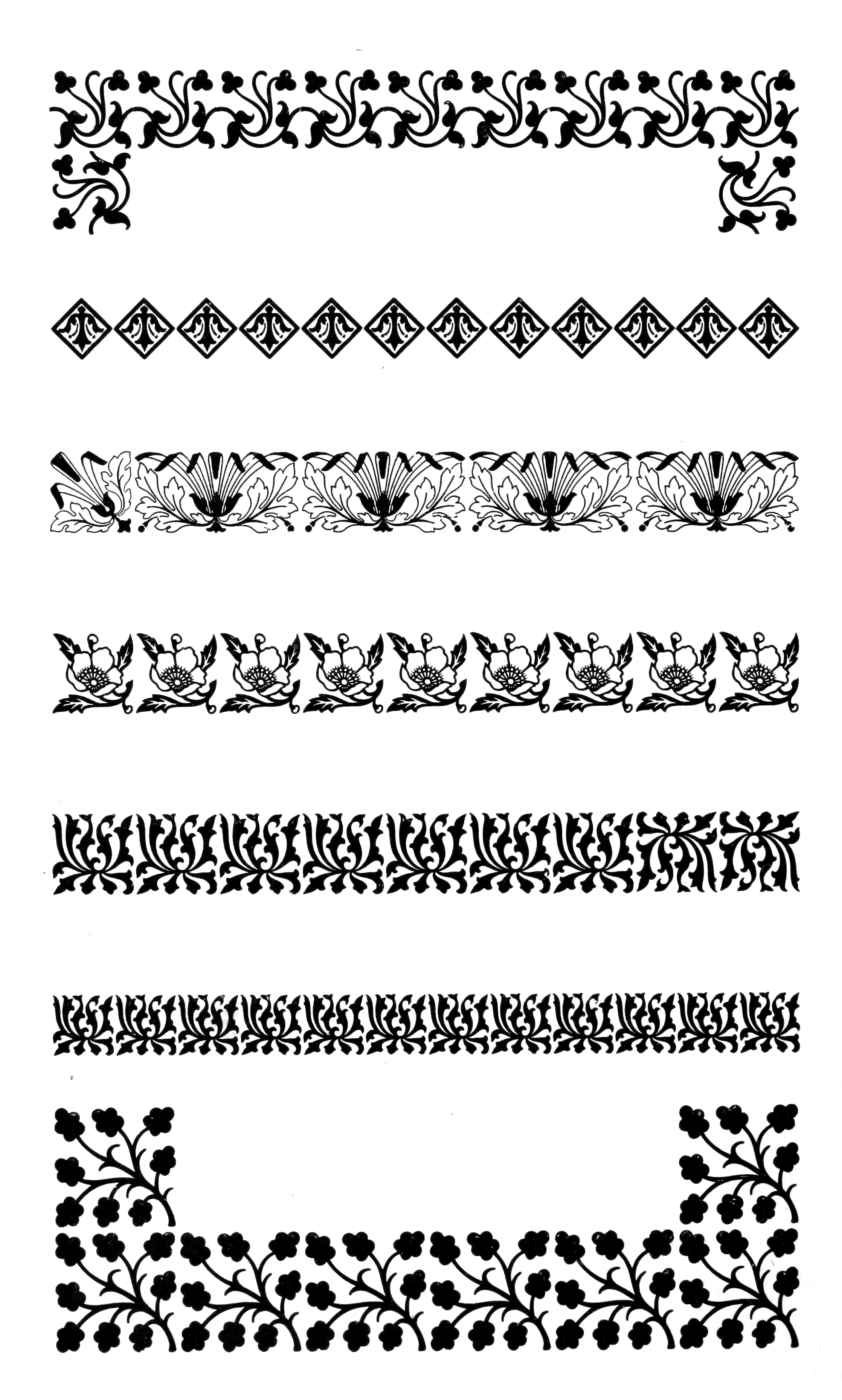
Campioni di stampe di bordi floreali da un libro di modelli tipografici del 1897

Fra l'altro, sono stati ideati diversi font aventi delle foglie aldine nel proprio set di caratteri; uno dei più noti è l'Hoefler Text.